# Eton
Eton város Angliában, Berkshire grófságban. 1999 óta a Windsor and Madenhed önkormányzathoz tartozik. A világhírű Eton College magán-középiskola székhelye.

## Fekvése
Windsorral szemben, a Temze másik oldalán fekszik. A két várost a Windsor Bridge köti össze. A város Buckinghamshire tradicionális megyéhez tartozik, de közigazgatási okokból 1974-ben átkerült Berkshire-be. 

## Nevezetességei
- A város az itt található Eton College-ról, a közismert magán-középiskoláról híres.